# Arheološki muzej v Solunu
Arheološki muzej v Solunu (grško Αρχαιολογικό Μουσείο Θεσσαλονίκης Arkheoloyikó Mousío Thessaloníkis) je muzej v Solunu, Osrednja Makedonija, Grčija. Hrani in interpretira artefakte iz prazgodovinskega, arhaičnega, klasičnega, helenističnega in rimskega obdobja, večinoma iz mesta Solun, pa tudi iz regije Makedonije na splošno.

## Stavba in razstave
Muzej je v stavbi, ki jo je zasnoval arhitekt Patroklos Karantinos in je primer sodobnih arhitekturnih trendov Grčije. Muzeju, zgrajenem leta 1962, so leta 1980 dodali novo krilo, v katerem so bile vse do leta 1997 razstavljene najdbe iz Vergine. V letih 2001 in 2004, v času pred olimpijskimi igrami v Atenah 2004, je bil muzej obsežno prenovljen in njene stalne razstave reorganizirane.
V osrednjih prostorih so razstavljeni eksponati iz arheoloških izkopavanj v Solunu in na širšem območju Makedonije. Novo krilo gosti dve razstavi: Zlato Makedonije z artefakti s pokopališč Sindos, Agia Paraskevi, Nea Filadelfia, Makrygialos, Derveni, Lete, Serres in Evropos; in Thessaloniki Area in Prahistory, z materialom iz prazgodovinskih naselbin, ki segajo od neolitika do zgodnje in pozne bronaste dobe.
Trenutno je zbirka arhaičnih do poznorimskih skulptur iz Soluna in Makedonije na splošno prikazana v osrednjem delu muzeja. Ilustrirajo zgodovino Soluna od prazgodovine do pozne antike. Te sobe prikazujejo arhitekturne elemente iz jonskega templja iz 6. stoletja pr. n. št., skulpture vseh obdobij iz Makedonije, eksponate iz izkopanin v palačnem kompleksu, ki ga je zgradil Galerij v središču Soluna, rekonstrukcijo fasade makedonske grobnice v Agii Paraskevi s pristnimi arhitekturnimi členi in najdbami (predvsem zlati artefakti) iz arhaičnega in klasičnega obdobja s pokopališča Sindos. V vseh teh prostorih so bili posebej izpostavljeni nekateri pomembni eksponati in podani dodatni podatki o njih, da bi obiskovalci lažje razumeli pomen posameznega eksponata ter območja in obdobja, iz katerega izhaja.
Arheološki muzej poleg stalne postavitve gosti tudi večje občasne in tematske razstave. V sobi Manolis Andronikos je na primer razstava z naslovom Kovanci Makedonije od 6. stoletja do 148 pr. n. št. s primerki kovancev, ki so v tem obdobju krožili v Makedoniji. Vitrina v avli muzeja prikazuje nekaj najdb iz izkopavanja neolitske naselbine v Makrygialosu v Pieriji, ki jih spremljajo informacije o napredku izkopavanja.
V novem krilu razstava Zlato Makedonije vključuje najdbe iz številnih izkopavanj v Osrednji Makedoniji. Z zgodovino zlata kot osrednjo temo predstavlja kulturo Makedonije od 6. stoletja pr. n. št. do leta 148 pr. n. št., obravnava uporabo zlata (nakit, krojaški okras, pozlata predmetov in posod, kovanci), tehnologijo izdelave zlatega nakita in tehnike pridobivanja zlata. Številne so tudi najdbe s pokopališč in številni opisi njihove vloge v pogrebnih običajih.
Namen razstave Solun v prazgodovini je poustvariti sliko obale Termaiškega zaliva, preden je bilo zgrajeno mesto Solun. Predstavlja prva izkopavanja, ki so jih med prvo svetovno vojno opravile britanske in francoske enote, ter najdbe iz najpomembnejših prazgodovinskih naselbin na tem območju (Thermi, Vassilika, Stavroupoli, Oraiokastro, Assiros, Toumba in Kastana), razdeljenih na tri kronološke skupine (neolitik, zgodnja in pozna bronasta doba).

### Odkritje možnega izvirnega kipa Aleksandra
Grške oblasti so 26. februarja 2010 aretirale dva moška, pri katerih so našli nezakonito posest različnih starin, vključno z bronastim kipom Aleksandra, ki je verjetno Lizipovo delo. Če bo potrjeno, bo to prvo izvirno Lizipovo delo, ki so ga kdaj odkrili. Kip trenutno pregledujejo v laboratoriju muzeja, ki naj bi potrdil ali ovrgel njegovo pristnost.

## Pomembni eksponati
- Krater iz Dervenija
- Harpokratov kip (2. stoletje našega štetja)
- Serapisova glava (2. stoletje pr. n. št.)
- Bronasta čelada in zlata maska (pokopališče Sindos, konec 6. stoletja pr. n. št.)
- Marmorna vrata (makedonska grobnica Agie Paraskevi)
- Kopija Razkritja Afrodite (421/420 pr. n. št.)
- Zlate medalje (250–225 pr. n. št.)
- Intarzirana tla (mozaik)
- Zlati diademi, zlati diski in zlate Meduzine glave (350-325 pr. n. št.)
- Papirus iz Dervenija (konec 5. stoletja pr. n. št.)
- Mavčni odlitki Las Incantadas (izvirniki so v Louvru)

## Galerija
- Rdečefiguralna keramika (4. pr. n. št.)
- Fasada staromakedonske grobnice (4. pr. n. št.); 6,5 m dolga, 4 m široka in 4,8 m visoka
- Napis se glasi: »Kraljici Thessalonike, (hči) Filipa«
- Restavrirani deli Afroditinega templja v Solunu so skoraj popolnoma zasuti
- Zlat diadem, sestavljen iz 8 delov v obliki lire, okrašen z akantovimi listi, viticami in palmetami (320-300 pr. n. št.)
- Krater iz Dervenija (vaza za mešanje vina in vode)
- Makedonski kovanci
- Razstava "Makedonsko zlato"
- makedonska čelada
- Makedonski zlati venech
- Še en zlati venec
- Bronast calyx krater
- Bronasti figurici Hermesa in Herakleja
- Votivna plošča (1. pr. n. št.)
- Avgustov marmorni kip (rimsko obdobje)
- Epona, zavetnica konj. Keltska boginja, ki jo je Galerius morda predstavil v Solunu
- Nagrobni relief z upodobitvijo družine (1. n. št.)
- Filozof (150-60 n. št.)
- Marmorni kip Dioniza (2. n. št.)
- Glava naj bi bila portret Aleksandra Velikega (175–200 n. št.)
- Dionizična kompozicija (200-250 n. št.)
- Glava starca (3. n. št.)
- Mozaik z upodobitvijo "Zima" (3. n. št.)